# Marco Maciel
Marco Antônio de Oliveira Maciel (Recife, Pernambuco, 21 de juliol de 1940 - Brasilia, Districte Federal del Brasil, 11 de juny de 2021) fou un polític brasiler, fundador del Partit del Front Liberal, actual Democratas, al que està afiliat, amb base a l'estat de Pernambuco i membre de l'Acadèmia Brasilera de Lletres des de 2003.
Va ser diputat, governador de Pernambuco, senador i vicepresident de la República (de 1995 a 2002).